# Aulonocara rostratum
Aulonocara rostratum es una especie de peces de la familia Cichlidae en el orden de los Perciformes. Se encuentra en arenas abiertas y se alimenta de invertebrados arenosos. Los ejemplares solitarios suelen observarse en fondos blandos y fangosos.

## Morfología
Los machos pueden llegar alcanzar los 18 cm de longitud total.

## Distribución geográfica
Es un endemismo del norte del lago Malawi (África Oriental).